# Bad Jenaz

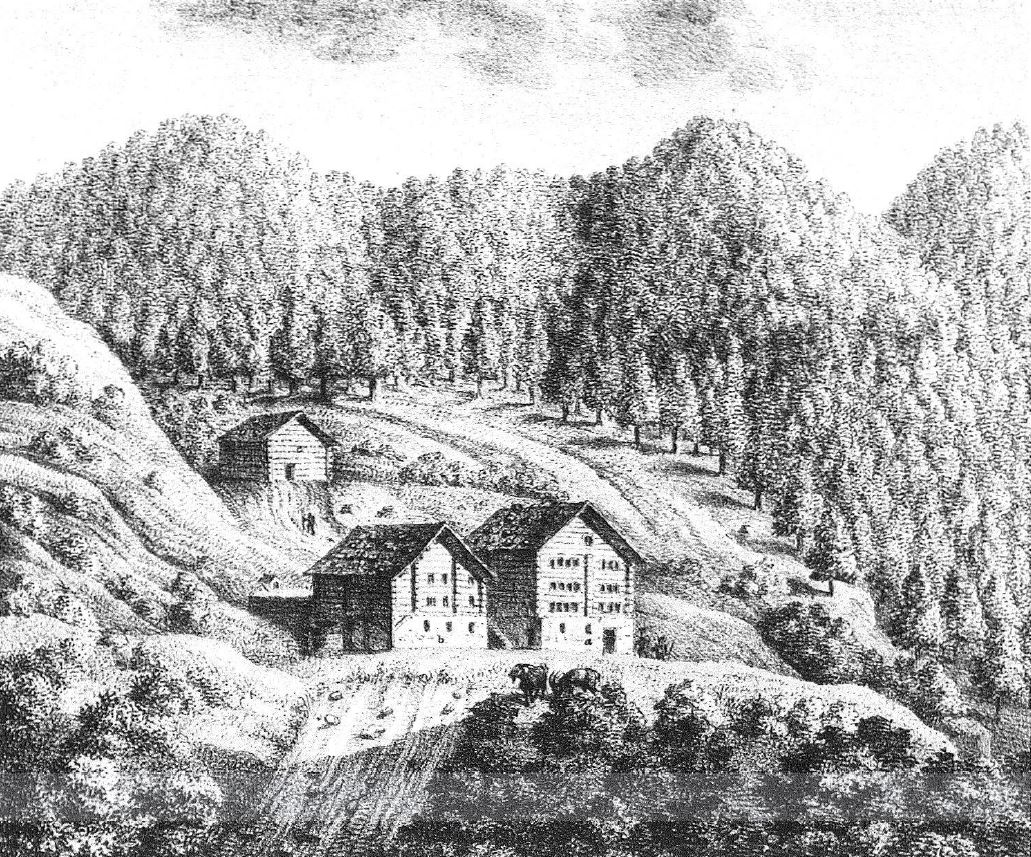
Bad Jenaz um 1827

Das Bad Jenaz war ein Kurbad südwestlich der Gemeinde Jenaz im bündnerischen Prättigau. Es war von 1733 bis 1834 in Betrieb.

## Vorgeschichte
Von den ursprünglich 160 Heilbädern im Kanton Graubünden existierten Mitte des
20. Jahrhunderts noch 13. Im Prättigau wurden die Mineralquellen nachweislich von fünf Badeeinrichtungen genutzt: Bad Jenaz, Bad Fideris, Bad Ganey oberhalb Seewis (17. Jahrhundert bis 1799), Geilenbad (Belvédère Gadenstätt, Luzein) und beim heute noch bestehenden Hotel Bad Serneus. Das gehäufte Auftreten von Mineralquellen im Prättigau ist auf seine geologische Struktur zurückzuführen. Sie entspringen alle im Bündnerschiefer und im Prättigauer Flysch.

## Bad Jenaz
Die Mineralquelle entspringt eine Wegstunde südwestlich des Dorfes im vorderen Teil des Furnertobels (auf dem Jenazer Steilhang mit dem Namen Valdavos) auf einer von Tannen umgebenen, windgeschützten Bergwiese, dem «Badwiesli». Wegen ihrer Abgeschiedenheit wurde sie erst 1730 zufällig von der Bergbäuerin Elsbeth Badraun entdeckt.
Die Gemeinde Jenaz fasste 1733 die Quelle mit ihrem erdig-alkalischen, eisen- und leicht gipshaltigen Säuerling von 6–12 °Celsius und liess auf eigene Rechnung ein Gast- und Badehaus erstellen. Der Zustrom der Gäste führte 1766 zur Vergrösserung der Gebäude, so dass bis zu 130 Gäste aufgenommen werden konnten. Der Appenzeller Bartholomäus Sulser, der als Badearzt wirkte, verfasste 1768 eine Schrift über erfolgreiche Badekuren und die Heilkräfte der Quelle. 1813 wurden die Badgebäude renoviert.
1827 bestand das Bad aus drei Gebäuden. Oberhalb der Badgebäude lag der Blockbau mit dem Stall für Kühe, Kälber, Wagenrosse und Reitpferde. Darunter das Badhaus vor der Brunnenstube und daneben ein Wirtschaftsgebäude. Beide waren Walser Strickbauten aus Tannenholz.
Im unteren Geschoss des Wirtschaftsgebäudes befanden sich Schlachthaus, Bäckerei und Räume, wo die Gäste ihren eigenen Kaffee zubereiten konnten. Darüber lagen die Küche, der Eingang zum Weinlager und zwei niedere Stuben. In den oberen Stockwerken gab es acht Gästezimmer mit je acht oder mehr Betten mit Strohsäcken.
Das Badhaus enthielt oben Schlafräume und unten in drei dunklen Gewölben 38 Bäder in der damals in der Region üblichen Form von rechteckigen Kästen aus Tannenholz, davon 18 für Männer, 15 für Frauen sowie fünf geräumigere für finanzkräftige Gäste.
In der Regel wurde vier Wochen lang während einer Stunde täglich im kalten oder gekochten lauwarmen Wasser gebadet. Daneben unterhielt man sich draussen auf dem Kegelplatz oder machte Waldspaziergänge. Tier- und Pflanzenfreunde kamen bei
Spaziergängen auf ihre Rechnung. Die Jäger unter den Gästen konnten im Tobel Hirsche, Rehe bis zu Luchs oder Bären jagen. Auf dem Speisezettel gab es zur Abwechslung regionales Wildbret (Hasen, Rehe, Hirsche und Gemsen). Noch 1825 kam ein vom Wirt selbst erlegter Bär auf den Gästetisch.
Die abgelegene Kuranstalt wurde als Trink- und Badekur normalerweise von Einheimischen besucht, weil es an „guter Gesellschaft“ und Attraktionen mangelte. Der Churer Stadtarzt Eblin, von 1816 bis 1817 Badearzt in Fideris, verordnete das Bad den Bedürftigen der Stadt Chur und berichtete 1828 über ihm bekannte Kurerfolge.
Am 27. April 1834 brannten die Gebäude bis auf die Grundmauern nieder. Es wurde Brandstiftung vermutet, weil der Wirt versucht hatte, «dem Bad durch Aufnahme zweifelhafter Weibsbilder neue Zugkraft zu verschaffen». Die Kuranstalt wurde nicht wieder aufgebaut.
Heute sind auf dem Gelände des ehemaligen Jenazer Bads kaum mehr Spuren seiner Geschichte erkennbar. Die 1941 neugefasste Mineralquelle ist dort öffentlich zugänglich.

### Ablauf der Bade- und Trinkkur
Das Bad besass während des Betriebs im Sommer (Juni bis September) fast immer einen eigenen Badearzt. Der Ablauf der Kur entsprach der bis ins 19. Jahrhundert üblichen Art:
Vollblütig aussehenden Kurgästen entzog der Badearzt zuerst durch Schröpfen Blut und verordnete ihnen eine Abführkur. Zweimal täglich (vor- und nachmittags) musste in der Wanne gebadet werden. Am ersten Tag je eine halbe Stunde, die nächsten Tage eine halbe Stunde länger bis zu je drei Stunden vor- und nachmittags während zehn bis zwölf Tagen. Dann wurde zum Abgewöhnen die Badezeit täglich wieder um je eine halbe Stunde gekürzt. Die ganze Kur dauerte drei bis vier Wochen. Gleichzeitig gab es eine Trinkkur, bei der man vormittags sechs bis zwölf Gläser Mineralwasser trank.

### Zusammensetzung des Mineralwassers

#### Analyse von 1831
Das Wasser der Mineralquelle Jenaz kam aus einem mit Tonlager umgebenen Sandhügel und floss in einen geschlossenen, gewölbten Behälter, aus welchem es in die Siedekessel und Bäder geleitet wurde. Das Wasser war hell, perlend, ohne besonderen Geruch, aber von dintenhaftem Geschmack und setzte an Gläsern einen fettigen Schmutz ab und Silber wurde gelb von ihm. Es hatte eine Temperatur von 10 Grad und enthielt in acht Pfunden (zu 16 Unzen), nach Bauhof in Winterthur:
- Kohlensaures Gas 16 Kubikzoll
- Kohlensaure Kalkerde 8 Gran
- Kohlensaure Talkerde (Bittererde) 1
- Kohlensaures Eisenoxyd 4
- Schwefelsaure Talkerde (Bittererde) 11
- Salzsaure Kalkerdespuren
- einen eigentümlich fetten Stoff in unbestimmter Menge

#### Analyse von 1944
Das einfach mineralisierte Wasser ist ähnlich dem Fideriser Mineralwasser (Chlorgehalt, Sulfatewerte, Temperatur). Der Mineralgehalt ist Schwankungen unterworfen (vorhandene Calcium-Ionen) und hatte früher vermutlich einen anderen Ionengehalt. Dies würde die heute fehlende Fettschaumbildung beim Abdampfen des Wassers erklären. Es konnte kein freier Schwefelwasserstoff festgestellt werden. Hans Züllig, Lehranstalt Schiers 1944.
Physikalische Eigenschaften: 
- Temperatur: 6,5 °C (ganzjährig)
- Spezifisches Gewicht 1,0045 g/cm³
- Millimolsumme der Ionen 9,05
- Radioaktivität: praktisch keine

Klassifikation:

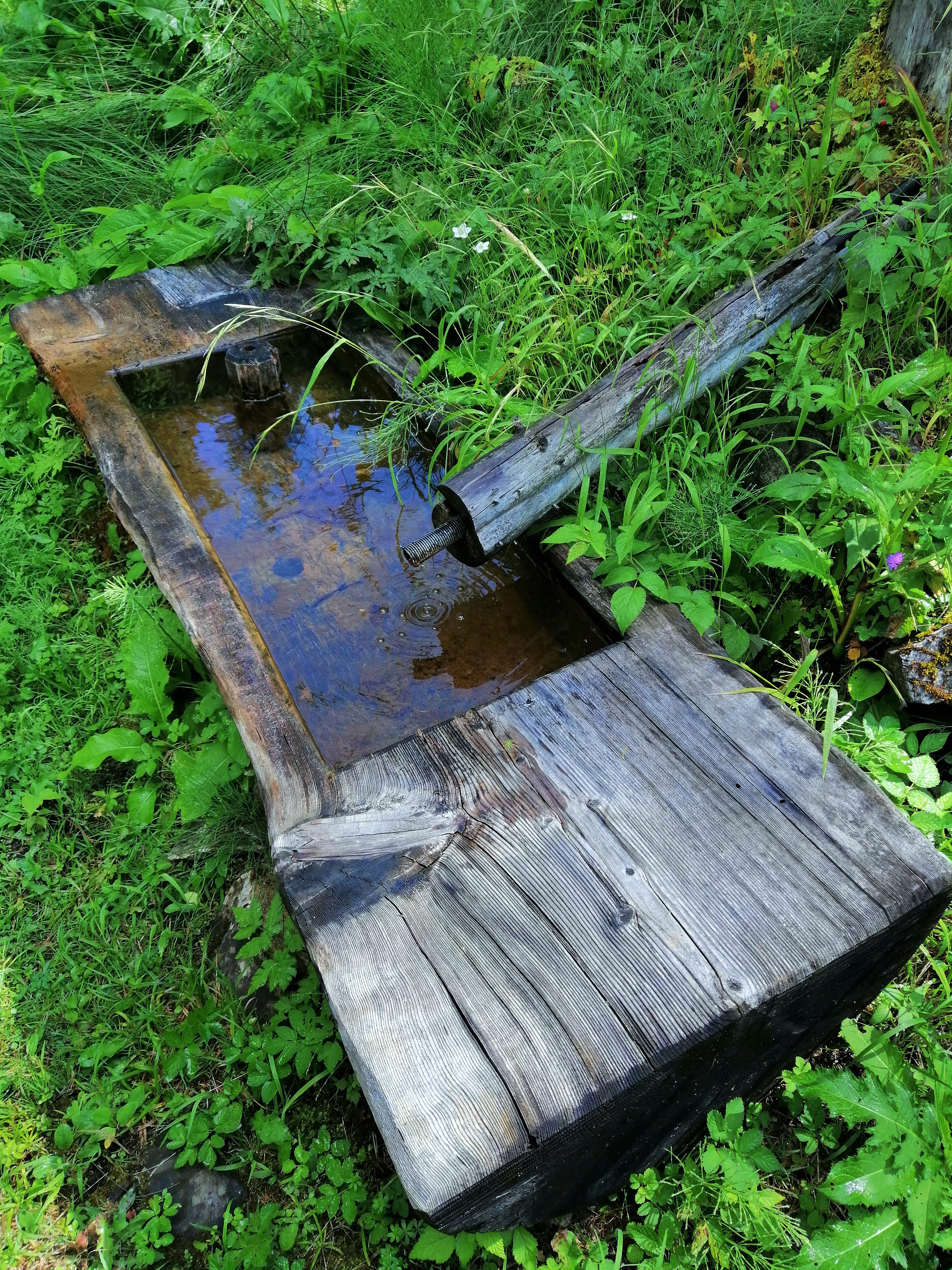
Mineralquelle Bad Jenaz heute

- Chemische Zusammensetzung: Calcium, Magnesium, Hydrocarbonat
- Ionenkonzentration: n/1000 Total = 12,334
- Reaktion: leicht basisch (pH 7,8)
- Physikalisch: kalt (6,5 °C)

Bakteriologische Untersuchung:
- Keimzahl pro ccm während 24 Stunden Brutzeit 2
- Gärprobe mit Milchzucker während 24 Stunden Brutzeit in 50 cm³ negativ
- Gärprobe mit Mannitzucker während 24 Stunden Brutzeit in 50 cm³ negativ

Besondere Eigenschaften:
- Marmorlösungsvermögen 700 mg (CaCO3)
- Eisenlösungsvermögen 13 mg

Klassifikation:
Kaltes, schwach saures, einfaches, leicht gipshaltiges Mineralwasser